# AAC Eagles
El A.A.C. Eagles es un equipo de fútbol de los Estados Unidos que milita en la United States Adult Soccer Association, la quinta liga de fútbol más importante del país.

## Historia
Fue fundado en el año 1940 en la ciudad de Chicago, Illinois por un grupo de inmigrantes polacos residentes en la ciudad con el nombre Polish American Athletic Club Eagles (PAAC Eagles) y jugaban en la National Soccer League de Chicago, pero hasta 1950 cambiaron el nombre por el de Chicago Eagles, y desde es tiempo comenzaron a variar el nombre, como Chicago American Eagles o Polish Eagles, soendo considerados como un equipo competitivo en la Lamar Hunt U.S. Open Cup. Desde que el fútbol en Estados Unidos se profesionalizó, el equipo no ha tenido buen rendimiento.
Han ganado la Illinois State League en 9 ocasiones, 11 veces la Metropolitan Soccer League y la USASA Open Cup 2 vees.
A nivel internacional han participado en 1 torneo continental, en la Copa de Campeones de la Concacaf del año 1991, donde fueron eliminados en la Primera ronda por el PHC Zebras de Bermudas.

## Palmarés
- Illinois State League: 9

- Metropolitan Soccer League: 11

- USASA Open Cup: 2

- U.S. Open Cup: 1

1990
- Copa Nacional Amateur: 1

1989
- Copa Peel: 7

1950, 1954, 1955, 1957, 1963, 1999, 2000

## Participación en competiciones de la Concacaf
- Copa de Campeones de la Concacaf: 1 aparición

1991 - Primera ronda

## Jugadores destacados
- John Bocwinski
- Seth Galloway
- Tomas Gansauge
- Joseph Gryzik
- Rafał Kwieciński
- Millard Lang
- Adam Wolanin

## Cuerpo Técnico
- Marek Radziszewski